# Episodi di Trapper John (seconda stagione)
La seconda stagione della serie televisiva Trapper John è stata trasmessa in anteprima negli Stati Uniti d'America dalla CBS tra il 23 novembre 1980 e il 17 maggio 1981.
| nº | Titolo originale          | Titolo italiano | Prima TV USA     | Prima TV Italia |
| -- | ------------------------- | --------------- | ---------------- | --------------- |
| 1  | Girl Under Glass (Part 1) |                 | 23 novembre 1980 |                 |
| 2  | Girl Under Glass (Part 2) |                 | 30 novembre 1980 |                 |
| 3  | Slim Chance               |                 | 7 dicembre 1980  |                 |
| 4  | Call Me Irresponsible     |                 | 21 dicembre 1980 |                 |
| 5  | Creepy Time Gal           |                 | 4 gennaio 1981   |                 |
| 6  | Straight and Narrow       |                 | 11 gennaio 1981  |                 |
| 7  | Earthquake                |                 | 18 gennaio 1981  |                 |
| 8  | The Pagoda Cure           |                 | 25 gennaio 1981  |                 |
| 9  | Have I Got a Girl for You |                 | 1º febbraio 1981 |                 |
| 10 | Who's the Lucky Father?   |                 | 15 febbraio 1981 |                 |
| 11 | A Family Affair           |                 | 22 febbraio 1981 |                 |
| 12 | Finders Keepers           |                 | 8 marzo 1981     |                 |
| 13 | Days of Wine and Leo      |                 | 15 marzo 1981    |                 |
| 14 | A Case of the Crazies     |                 | 29 marzo 1981    |                 |
| 15 | Second Sight              |                 | 5 aprile 1981    |                 |
| 16 | King of the Road          |                 | 3 maggio 1981    |                 |
| 17 | The Albatross             |                 | 10 maggio 1981   |                 |
| 18 | Brain Child               |                 | 17 maggio 1981   |                 |